# The Phoenix (альбом Grey Daze)
The Phoenix — четвёртый студийный альбом американской рок-группы Grey Daze, вышедший 17 июня 2022 года на лейбле Loma Vista Recordings. В записи представлены обновлённая инструментальная часть и записанный в 90-х годах вокал Честера Беннингтона. В диск входят песни из первых двух альбомов группы — Wake Me и …No Sun Today.

## Об альбоме
11 апреля 2022 года коллектив анонсирует выход нового сингла «Saturation (Strange Love)», который выходит через 4 дня, 15 апреля. Вместе с синглом, группа анонсирует и новый альбом. Диск получил название «The Phoenix», в честь родного города ныне покойного Беннингтона. В треклист вошли десять перезаписанных песен с первых двух альбомов коллектива, вышедших в 1994 и в 1997 году — Wake Me и …No Sun Today соответственно.
20 мая группа выпускает перезаписанную версию песни «Starting to Fly». Также выходит и клип на YouTube. Пластинка же вышла в свет 17 июня. В этот же день вышел и третий сингл с альбома — «Drag».

## Приём
| Оценки критиков | Оценки критиков |
| Источник        | Оценка          |
| --------------- | --------------- |
| Kerrang!        | [ 2 ]           |

## Список композиций
Все тексты были написаны Честером Беннингтоном и Шоном Доуделлом. Музыка — Grey Daze.
| №                   | Название                                     | Длительность |
| ------------------- | -------------------------------------------- | ------------ |
| 1.                  | «Saturation (Strange Love)»                  | 3:55         |
| 2.                  | «Starting to Fly»                            | 3:28         |
| 3.                  | «Be Your Man»                                | 3:40         |
| 4.                  | «Holding You» (при участии Дэйва Наварро)    | 4:15         |
| 5.                  | «Hole» (при участии Лили и Лайлы Беннингтон) | 4:35         |
| 6.                  | «Drag»                                       | 3:33         |
| 7.                  | «Believe Me» (при участии Ричарда Патрика)   | 3:53         |
| 8.                  | «Anything, Anything» (альбомная версия)      | 3:48         |
| 9.                  | «Spin»                                       | 4:06         |
| 10.                 | «Wake Me»                                    | 3:25         |
| Общая длительность: | Общая длительность:                          | 38:38        |

| №                   | Название             | Длительность |
| ------------------- | -------------------- | ------------ |
| 11.                 | «B12_demo.1997.aiff» | 2:33         |
| Общая длительность: | Общая длительность:  | 41:11        |

## Заметки
- Треки 2, 3, 4, 7, 9, 10 ранее фигурировали в Wake Me;
- Трек 3 ранее носил название «Here, Neaby»;
- Треки 1, 6, 8 были в …No Sun Today;
- Трек 8 отличается от той версии, что выходила годом ранее;
- Трек 5 был как в первом, так и во втором альбоме группы.

## Участники записи
Grey Daze
- Честер Беннингтон — вокал
- Мейс Бейерс — бас-гитара
- Кристин Дэвис — гитара
- Шон Доуделл — ударные, дополнительный вокал (трек 2)

Дополнительный персонал
- Эсджей Джонс — продюсер
- Дэйв Наварро — соло-гитара (трек 4)
- Лили Беннингтон — вокал (трек 5)
- Лайла Беннингтон — вокал (трек 5)
- Ричард Патрик — вокал (трек 7)